# Danemark au Concours Eurovision de la chanson 1959
Le Danemark a participé au Concours Eurovision de la chanson 1959, alors appelé le « Grand prix Eurovision de la chanson européenne 1959 », à Cannes, en France. C'est la 3e participation danoise au Concours Eurovision de la chanson.
Le pays est représenté par la chanteuse Birthe Wilke et la chanson Uh, jeg ville ønske jeg var dig, sélectionnées par la Statsradiofonien au moyen de la finale nationale Dansk Melodi Grand Prix.

## Sélection

### Dansk Melodi Grand Prix 1959
Le radiodiffuseur danois, la Statsradiofonien — « Radiodiffusion d'État danoise », le nom précédent de la Danmarks Radio —, organise l'édition 1959 du Dansk Melodi Grand Prix pour sélectionner l'artiste et la chanson représentant le Danemark au Concours Eurovision de la chanson 1959.
Le Dansk Melodi Grand Prix 1959, présenté par Sejr Volmer-Sørensen (en), a eu lieu le 12 février 1959 au studio 2 de la Maison de la Radio dans le quartier de Frederiksberg à Copenhague. Les participants à cette finale nationale Birthe Wilke et Gustav Winckler ont déjà représenté le Danemark en 1957.
Lors de cette sélection, c'est Birthe Wilke et la chanson Uh, jeg ville ønske jeg var dig qui furent choisies.

#### Finale
| Ordre | Interprète                              | Chanson                              | Traduction                               | Place |
| ----- | --------------------------------------- | ------------------------------------ | ---------------------------------------- | ----- |
| 1     | Grete Klitgaard (da) et Gustav Winckler | Alt hvad der er værd at få           | Tout ce qu'il est préférable d'avoir     | -     |
| 2     | Grete Klitgaard                         | Det første lille kys                 | Le premier petit baiser                  | -     |
| 3     | Gustav Winckler                         | En gang bli'r det vår                | Une fois que ce sera le printemps        | -     |
| 4     | Preben Uglebjerg (da)                   | Jeg er på vej til dig                | Je suis en chemin vers toi               | 2     |
| 5     | Birthe Wilke et Preben Uglebjerg        | Latinersangen (Peblinge cha-cha-cha) | La chanson latine (Peblinge cha-cha-cha) | 3     |
| 6     | Birthe Wilke                            | Uh, jeg ville ønske jeg var dig      | Oh, j'espérais être toi                  | 1     |

## À l'Eurovision
Chaque pays avait un jury de dix personnes. Chaque membre du jury pouvait donner un point à sa chanson préférée.

### Points attribués par le Danemark
| 4 points | France            |
| 2 points | Belgique Suisse   |
| 1 point  | Royaume-Uni Suède |

### Points attribués au Danemark
| 10 points | 9 points | 8 points | 7 points                 | 6 points                              |
| --------- | -------- | -------- | ------------------------ | ------------------------------------- |
|           |          |          |                          |                                       |
| 5 points  | 4 points | 3 points | 2 points                 | 1 point                               |
|           | - Suède  |          | - Autriche - Royaume-Uni | - Italie - Monaco - Pays-Bas - Suisse |

Birthe Wilke interprète Uh, jeg ville ønske jeg var dig en 2e position, après la France et avant l'Italie. Au terme du vote final, le Danemark termine 5e sur 11 pays avec 12 points.